# Look Out Below
Look Out Below er en amerikansk stumfilm fra 1919 af Hal Roach.

## Medvirkende
- Harold Lloyd
- Bebe Daniels
- Snub Pollard
- Sammy Brooks
- Billy Fay